# Israelische Badmintonmeisterschaft 1983
Die Israelische Badmintonmeisterschaft 1983 war die siebente Austragung der nationalen Titelkämpfe von Israel im Badminton. Die Teammitglieder von Maccabi Ashdod dominierten die Meisterschaften und gewannen alle fünf Titel.

## Finalresultate
| Disziplin    | Sieger                       | Finalist                     | Ergebnis           |
| ------------ | ---------------------------- | ---------------------------- | ------------------ |
| Herreneinzel | Nissim Duk                   | Reuven Moses                 | 3-15, 15-13, 15-9  |
| Dameneinzel  | Aliza Moses                  | Bruria Serrouya              | 11-3, 11-3         |
| Herrendoppel | Nissim Duk Yitzhak Serrouya  | Rami Schneidman Reuven Moses | 18-13, 15-7        |
| Damendoppel  | Aliza Moses Bruria Serrouya  | Carol Silman Eva Unglick     | 15-3, 15-7         |
| Mixed        | Yitzhak Serrouya Aliza Moses | Reuven Moses Eva Unglick     | 15-10, 11-15, 15-3 |